# Sommo
Sommo is een gemeente in de Italiaanse provincie Pavia (regio Lombardije) en telt 1083 inwoners (31-12-2004). De oppervlakte bedraagt 14,2 km², de bevolkingsdichtheid is 74 inwoners per km².

## Demografie
Sommo telt ongeveer 448 huishoudens. Het aantal inwoners steeg in de periode 1991-2001 met 12,8% volgens cijfers uit de tienjaarlijkse volkstellingen van ISTAT.
| Jaar | Inwoneraantal |
| ---- | ------------- |
| 1991 | 917           |
| 2001 | 1034          |

## Geografie
De gemeente ligt op ongeveer 80 m boven zeeniveau.
Sommo grenst aan de volgende gemeenten: Bastida Pancarana, Cava Manara, Zinasco.